# Veselin Stojanov
Veselin Anastasov Stojanov, (bulgarsk: Веселин Стоянов, tr. Veselin Stojanov; født 20. april 1902 i Sjumen - død 29. juni 1969 i Sofia) var en bulgarsk komponist, pianist og lærer.
Stojanov tog i 1926 afgangseksamen i klaver på musikakademiet in Sofia. Han studerede efterfølgende, komposition på Wien Universitet for Musik og Scenekunst hos Franz Schmidt.
Han har skrevet 2 symfonier, orkesterværker, kammermusik, sceneværker, operaer og filmmusik etc. Han er far til komponisten Pencho Stojanov.
Han var en søn af komponisten Anastas Stojanov (1854-1930).

## Udvalgte værker
- Symfoni nr. 1 (1965) - for orkester
- Symfoni nr. 2 (1969) - for orkester
- Klaverkoncert nr. 1 (1942) - for klaver og orkester
- Klaverkoncert nr. 2 (1953) - for klaver og orkester
- Klaverkoncert nr. 3 (1966) - for klaver og orkester
- "Kvinde rige" (1935) - opera
- "Blodig sang" (1947) (symfonisk digtning) - for orkester
- Rapsodi (1956) - for orkester
- 3 strygerkvartetter (1933, 1934, 1935)